# Don Hall
Donald Lee Hall (Glenwood, 8 marzo 1969) è un regista e sceneggiatore statunitense.
È noto per aver diretto alcuni classici Disney come Winnie the Pooh - Nuove avventure nel Bosco dei 100 acri (2011), Big Hero 6 (2014), Raya e l'ultimo drago (2021) e Strange World - Un mondo misterioso (2022). Nel corso della sua carriera si è aggiudicato un Premio Oscar al miglior film d'animazione per Big Hero 6.

## Biografia
Hall ha esordito ai Walt Disney Animation Studios come sceneggiatore per Tarzan (1999). Successivamente lavorò come artista di storia ad alcuni insuccessi critici e/o finanziari quali Koda, fratello orso (2003), Mucche alla riscossa (2004) e Chicken Little (2005). Nel 2007 ha lavorato come sceneggiatore per I Robinson - Una famiglia spaziale, e successivamente fece da supervisore della storia per La principessa e il ranocchio.
I suoi primi 2 lavori da regista furono Winnie the Pooh - Nuove avventure nel Bosco dei 100 Acri (2011) e Big Hero 6 (2014); se il primo è stato una delusione finanziaria compensando però una notevole ammirazione da parte della critica, il secondo ha avuto un successo sia critico che economico vincendo l'Oscar come miglior film d'animazione. Successivamente nel 2016 ha co-diretto Oceania, con Ron Clements e John Musker, mentre nel 2021 ha diretto Raya e l'ultimo drago insieme a Carlos Lopez Estrada. Il suo ultimo lavoro da regista è stato Strange World - un mondo misterioso, uscito nel novembre 2022, dopodiché nel 2024 lascia la Disney per unirsi alla Skydance Animation.

## Filmografia

### Regista

#### Cinema
- Winnie the Pooh - Nuove avventure nel Bosco dei 100 Acri (Winnie the Pooh), co-diretto con Stephen J. Anderson (2011)
- Big Hero 6, co-diretto con Chris Williams (2014)
- Oceania (Moana), co-regia con Ron Clements, John Musker e Chris Williams(2016)
- Raya e l'ultimo drago (Raya and the last Dragon), co-diretto con Carlos López Estrada, Paul Briggs e John Ripa (2021)
- Strange World - Un mondo misterioso, co-diretto con Qui Nguyen (Strange World) (2022)

#### Cortometraggi
- A Pesca (Gone Fishing), co-diretto con Ron Clements, John Musker e Chris Williams (2017)

### Sceneggiatura
- Tarzan (1999)
- I Robinson - Una famiglia spaziale (Meet the Robinsons) (2007)
- Winnie the Pooh - Nuove avventure nel Bosco dei 100 Acri (Winnie the Pooh) (2011)
- Oceania (Moana) (2016)

### Produttore esecutivo

#### Lungometraggi
- Wish, regia di Chris Buck e Fawn Veerasunthorn (2023)

#### Serie animate
- Baymax!, regia di Dean Wellins, Lissa Treiman, Dan Abraham e Mark Kennedy

### Supervisione dello StoryBoard
- La principessa e il ranocchio (The Princess and the Frog) (2009)

### Capo della StoryBoard
- I Robinson - Una famiglia spaziale (Meet the Robinsons) (2007)

### Aritsta della StoryBoard
- Le follie dell'imperatore (The Emperor's New Groove) (2000)
- Chicken Little - Amici per le penne (Chicken Little) (2005)

## Riconoscimenti
- Premio Oscar
  - 2015 – Miglior film d'animazione per Big Hero 6
  - 2022 – Candidatura per il miglior film d'animazione per Raya e l'ultimo drago

- Annie Award
  - 2008 – Candidatura per il miglior storyboard in un film d'animazione per I Robinson - Una famiglia spaziale
  - 2012 – Candidatura per la miglior regia in un film d'animazione per Winnie the Pooh - Nuove avventure nel Bosco dei 100 Acri
  - 2012 – Candidatura per la migliore sceneggiatura in un film d'animazione per Winnie the Pooh – Nuove avventure nel Bosco dei 100 Acri
  - 2015 – Candidatura per la miglior regia in un film d'animazione per Big Hero 6

- British Academy Film Awards
  - 2015 – Candidatura al miglior film d'animazione per Big Hero 6